# Peter Luttenberger
Peter Luttenberger (* 13. Dezember 1972 in Radkersburg) ist ein ehemaliger österreichischer Radrennfahrer.

## Leben
Peter Luttenberger war aufgrund seiner Körpermaße (59 Kilogramm bei 173 Zentimetern Körpergröße) zum Bergfahrer prädestiniert. Ein erster Erfolg gelang ihm mit dem zweiten Platz bei Wien–Rabenstein–Gresten–Wien 1992, wobei er eine Etappe gewann. Als Amateur feierte er viele Erfolge – so gewann er 1993 den Piccolo Giro di Lombardia und 1994 den Giro del Mendrisiotto – und fuhr ab 1995 Profi für das italienische Team Carrera Jeans als Teamkollege von Claudio Chiappucci. Dort konnte er 1996 gleich in seinem zweiten Jahr die Gesamtwertung der Tour de Suisse  mit einem Vorsprung von 15 Sekunden auf den Italiener Gianni Faresin gewinnen und belegte den fünften Gesamtrang bei der Tour de France, die er im Laufe seiner Radsportlaufbahn insgesamt fünf Mal bestritt. 1992 und 1996 startete Luttenberger beim olympischen Straßenrennen; 1992 wurde er 28. und 1996 wurde er 81.
1996 unterschrieb Luttenberger einen zweijährigen Vertrag bei Rabobank. Von 1999 bis 2000 war er bei ONCE und danach für zwei Jahre bei Vini Caldirola unter Vertrag. Ab 2003 war er als Profi beim dänischen Team CSC beschäftigt. Am 19. Februar 2007 erklärte Peter Luttenberger seinen Rücktritt vom Radrennsport.

## Erfolge
1996
- Gesamtsieg Tour de Suisse
- 5. Gesamtwertung Tour de France

1997
- 13. Gesamtwertung Tour de Suisse
- 13. Gesamtwertung Tour de France

1998
- Österreichischer Meister im Einzelzeitfahren
- Etappensieger Österreich-Rundfahrt

2006
- Österreichischer Meister im Einzelzeitfahren